# Musée municipal de São Filipe
Le musée municipal de São Filipe (museu municipal de São Filipe) est un musée du Cap-Vert situé dans le quartier historique de São Filipe, sur l'île de Fogo.

## Historique
Aménagé dans un ancien sobrado – une demeure à étage caractéristique de l'époque coloniale –, le musée a été inauguré le 13 décembre 2008.
La muséographie a été conçue en collaboration avec une équipe technique du musée municipal de Palmela (Portugal), dans le cadre d'un jumelage entre les deux villes.